# Atractanthula johni
Atractanthula johni Leloup, 1964 è un antozoo della famiglia Botrucnidiferidae. È l'unica specie del genere Atractanthula.